# Demi Moore
Demetria Gene Moore (registrada como Demetria Gene Guynes en Roswell, Nuevo México, el 11 de noviembre de 1962), conocida profesionalmente como Demi Moore, es una actriz, modelo y productora estadounidense. Después de realizar papeles pequeños en películas y un papel recurrente en la serie de televisión General Hospital, Moore estableció su carrera en la década de 1990. Su actuación protagonista en Ghost, la película más taquillera de 1990, le valió una nominación a los Globos de Oro. Acto seguido apareció en películas con buenos resultados en taquilla como A Few Good Men (1992), Indecent Proposal (1993) y Disclosure (1994).
Protagonizó un episodio de la serie de terror Tales from the Crypt. En 1996 recibió doce millones y medio de dólares por protagonizar la película Striptease. Para su siguiente película, G.I. Jane (1997), la actriz tuvo que afeitar su cabeza para interpretar a la primera mujer en los comandos SEAL. A partir de entonces su popularidad en Hollywood empezó a decrecer y la actriz empezó a dedicar más tiempo a su familia. Sus créditos en cine a partir de la década del 2000 incluyen producciones como Los ángeles de Charlie: Al límite (2003), Bobby (2006), Mr. Brooks (2007) y Margin Call (2011). Recibió un renovado reconocimiento de la crítica por su actuación como una celebridad en decadencia en la película de terror corporal La sustancia (2024), por la que fue ganadora en los Globos de Oro a la mejor actriz - Comedia o musical. En 2025, la revista Time le nombró una de las 100 personas más influyentes del mundo.
Moore tomó su nombre profesional de su primer esposo, el músico Freddy Moore. Es madre de tres hijas de su segundo matrimonio con Bruce Willis. Se casó con su tercer esposo, el actor Ashton Kutcher en 2005, y se divorció de él en 2011.

## Biografía
El padre de Moore, Charles Harmon, dejó a su madre, Virginia, antes de que ella naciera.Por esto, Demi no compartió su apellido en su certificado de nacimiento. Su padrastro, Daniel "Danny" Guynes no le agregó mucha estabilidad a su vida. Frecuentemente cambiaba de trabajos e hizo que la familia se mudara frecuentemente. Para empeorar esto, las operaciones en su ojo izquierdo durante su niñez le obligaron a usar un parche y fue operada. Aunque Moore nació en Nuevo México, pasó gran parte de su infancia y adolescencia en los suburbios de Pittsburgh.Reveló que a los quince años sufrió una violación por parte de un extraño quien aseguró que a cambio le había pagado $500 a su madre.
En agosto de 1979, tres meses después de su decimoséptimo cumpleaños,Demi conoció al músico Freddy Moore, líder de la banda Boy, en el club nocturno The Troubadour en Los Ángeles. Al poco tiempo la pareja se mudó a un apartamento en West Hollywood.
Su padrastro se suicidó en octubre de 1980, dos años después de separarse de Virginia.La madre de Demi tenía un largo historial de arrestos por distintos delitos, incluyendo conducción en estado de ebriedad e incendio intencional.Moore rompió relaciones con su madre en 1990 después  de que abandonara la clínica de rehabilitación de la Fundación Hazelden en Minnesota, pagada por la propia actriz. La madre de Moore posó desnuda para la revista High Society en 1993,parodiando la famosa escena de amor de Demi en la película Ghost. Demi y su madre tuvieron una breve reconciliación antes del fallecimiento de esta última en 1998 a causa de un cáncer que padecía desde hacía un tiempo.

## Carrera

### Inicios y primeros papeles (1980-1983)
Su entonces amiga, Nastassja Kinski, convenció a Moore de dejar el colegio Preparatorio Fairfax de Hollywood a los 16 años para convertirse en actriz. Después de abandonar la escuela, Moore trabajó como modelo fotográfica y de esta época datan algunas controvertidas imágenes suyas donde, bajo el seudónimo de Vivianne Pollentier, aparece desnuda y en poses que rayan lo pornográfico, las cuales fueron publicadas por afamadas revistas masculinas como OUI, Playboy y Penthouse cuando la joven adquirió popularidad como una de las más prometedoras actrices de la década de 1980. Moore hizo su debut en el cine interpretando un pequeño papel en la película juvenil Decisión, dirigida por Silvio Narizzano. Su segunda película fue Parasite (1982), cinta de terror dirigida por Charles Band, quien vio el potencial en Moore y se refirió a ella como la "nueva Karen Allen".
Su gran oportunidad llegó cuando realizó el papel de Jackie Templeton en el drama de la cadena estadounidense ABC General Hospital entre 1982 y 1983.

### Estrellato y reconocimiento (1984-1994)

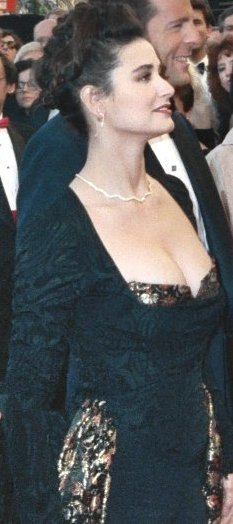
Demi Moore en los premios de la Academia en 1989.

La carrera de Moore despegó definitivamente en 1984 tras su aparición en la comedia Blame It on Rio. Ese mismo año integró el reparto de la cinta No Small Affair compartiendo el protagonismo con Jon Cryer. Su primer éxito comercial llegó de la mano del director Joel Schumacher en la película St. Elmo's Fire (1985), que pese a recibir críticas negativas fue un éxito en taquilla y le valió a Demi el reconocimiento internacional.
Desde que cobró los primeros salarios de General Hospital, Moore empezó a salir de fiesta frecuentemente y a consumir cocaína. La drogadicción de Moore duró más de tres años, hasta que Schumacher la echó del rodaje de St. Elmo's Fire cuando llegó al plató intoxicada. Casualmente, el personaje de Moore en la película, Jules, era también adicta a la cocaína. Rápidamente recibió tratamiento, regresó desintoxicada después de una semana y consiguió mantenerse así. Moore tuvo que firmar un contrato que estipulaba que dejaría las drogas y el alcohol, un acuerdo que dio un giro a su vida. Tras su participación en la película, Demi fue incluida en el Brat Pack, apodo dado a un grupo de jóvenes actores estadounidenses que aparecieron con frecuencia juntos en películas orientadas a adolescentes en la década de 1980. Interpretó un papel más serio en la película ¿Te acuerdas de anoche? (1986) con Rob Lowe como coprotagonista. El reconocido crítico de cine Roger Ebert le dio a la película su mejor calificación y alabó la interpretación de Moore, agregando: "No hay una sola nota romántica que no tenga que tocar en esta película, y las interpreta todas de manera impecable". El éxito de ¿Te acuerdas de anoche? no pudo ser igualado por las dos siguientes películas de la actriz en 1986, One Crazy Summer y Wisdom, las últimas producciones de corte juvenil en las que participó.
La actriz hizo su debut en el teatro profesional en la producción de The Early Girl de la compañía The Circle Repertory a finales de 1986. En 1988 interpretó el papel de una madre en el filme de corte dramático La séptima profecía y un año después encarnó a una prostituta en la cinta de Neil Jordan We're No Angels junto a Robert De Niro. 
Moore inició la década del 90 protagonizando su película más reconocida, Ghost (1990), producción que obtuvo más de 500 millones de dólares en taquilla y se convirtió en el filme más exitoso del año en todo el mundo. En ella interpretó el papel de una joven que es protegida por el espíritu de su novio asesinado. La escena romántica entre Demi y Patrick Swayze acompañada de la canción "Unchained Melody" se ha convertido en uno de los momentos más icónicos en la historia del cine. Ghost fue nominada a un Premio Óscar en la categoría de mejor película y el desempeño de Moore le valió una nominación al Globo de Oro.
En 1991 protagonizó la comedia Nothing but Trouble con Chevy Chase, John Candy y Dan Aykroyd, coprodujo y protagonizó la cinta de suspenso Pensamientos mortales y estelarizó el filme The Butcher's Wife cambiando el color de su cabello a rubio. Estas tres películas no lograron reconocimiento internacional ni grandes cifras de taquilla, pero la actriz logró mantener su alto perfil en Hollywood participando en los exitosos filmes A Few Good Men de Rob Reiner (1992), Indecent Proposal de Adrian Lyne (1993) y Disclosure (1994) de Barry Levinson. Indicent Proposal, cinta en la que interpretó el papel de una joven ama de casa que acepta la propuesta de un magnate de pasar una noche con él a cambio de un millón de dólares, se convirtió en otra producción destacada para la actriz.

### Declive y receso (1995-2009)
En 1995 Moore era la actriz mejor pagada de Hollywood. Sin embargo, sus siguientes películas empezaron a ser blanco de críticas y no pudieron replicar el éxito en taquilla obtenido hasta entonces. Su interpretación de Hester Prynne en The Scarlet Letter (1995), una "adaptación libre" de la novela histórica de Nathaniel Hawthorne, fue duramente criticada por la prensa especializada. Aunque la película de corte juvenil Now and Then (1995) tuvo un éxito moderado de taquilla, la cinta de suspense The Juror (1996) no fue bien recibida. Moore recibió un salario de más de doce millones de dólares, cifra récord para la época, por protagonizar la película de 1996 Striptease. Aunque la cinta recaudó más de cien millones de dólares, la crítica fue despiadada y la calificó como una de las peores películas del año. La actuación de Demi también fue criticada y le valió la obtención de un Premio Golden Raspberry en la categoría de peor actriz.
Demi produjo y protagonizó la miniserie para HBO If These Walls Could Talk (1996), una antología de tres episodios sobre la temática del aborto con Sissy Spacek y Cher como coprotagonistas. Su guionista, Nancy Savoca, dirigió dos segmentos, incluyendo uno en el que Moore interpreta a una enfermera viuda a principios de la década de 1950 que busca desesperadamente la forma de abortar. Por ese papel, Demi recibió una segunda nominación al Globo de Oro como mejor actriz. Ese mismo año aportó la voz de Esmeralda en la película animada de Disney El jorobado de Notre Dame y protagonizó la comedia animada de Mike Judge Beavis and Butt-head Do America junto a su esposo Bruce Willis.
La actriz se afeitó la cabeza para interpretar a la primera mujer que se sometió a un entrenamiento como SEAL en la película de Ridley Scott G.I. Jane (1997). Con un presupuesto aproximado de 50 millones, la película fue un éxito de taquilla moderado, con una recaudación a nivel mundial de 97 millones. Durante la etapa de producción se informó que Moore había ordenado a los jefes de estudio el alquiler de dos aviones para ella y su equipo, algo que reafirmó su reputación negativa de diva caprichosa—anteriormente había rechazado el papel principal en la película Mientras dormías (interpretado finalmente por Sandra Bullock) porque el estudio se negó a satisfacer sus demandas salariales—, recibiendo el apodo de "Gimme Moore" por parte de la prensa. Ese mismo año asumió el papel de una psiquiatra en el filme de Woody Allen Deconstructing Harry.
Después de protagonizar G.I. Jane, Demi se alejó de los reflectores y se mudó a Hailey, Idaho para dedicarse a criar a sus tres hijas. Durante tres años estuvo apartada de los medios. Al iniciar el nuevo milenio apareció en la película del director belga Alain Berliner Passion of Mind (2000). Su interpretación de una mujer con trastorno de identidad disociativo fue bien recibida por la crítica, pero la película no gozó de la misma popularidad. Ante esta nueva decepción la actriz decidió rechazar varias ofertas laborales. El productor Irwin Winkler afirmó en 2001: "Le ofrecí un proyecto que venía desarrollando desde hace más de un año, pero ella simplemente no estaba interesada".

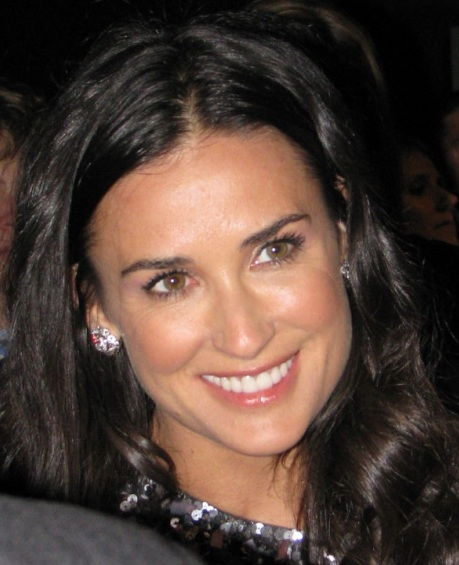
Moore en 2009.

Pasaron otros tres años antes de tener noticias de Moore en los medios. Regresó a la pantalla grande para interpretar el papel de una villana en la película de acción de 2003 Los ángeles de Charlie: Al límite junto con Cameron Diaz, Drew Barrymore y Lucy Liu. La película fue un éxito de taquilla, recaudando más de 200 millones de dólares a nivel mundial. Tras su participación en la cinta volvió a ausentarse de los medios. Durante este hiato firmó un contrato con Versace y con Helena Rubinstein para convertirse en la imagen de ambas marcas.
En 2006 interpretó el papel de una cantante alcohólica con una carrera en declive en la película de Emilio Estevez Bobby (2006). También en 2006 encarnó a una novelista afligida y atormentada en el filme de suspenso Half Light. Un año después interpretó a una detective tras la pista de un asesino serial en Mr. Brooks, junto a Kevin Costner. The New York Times se refirió a su interpretación en la cinta como la "más madura" de su carrera. Mr. Brooks recaudó cerca de 50 millones de dólares a nivel internacional y fue la última película de Moore ampliamente publicitada hasta 2017. Un año después protagonizó junto con Michael Caine el filme británico Un plan brillante (2008). Aunque la cinta tuvo un estreno limitado en los cines, la actuación de Demi fue bien recibida por la crítica.

### Papeles menores y otros proyectos (2010-2023)

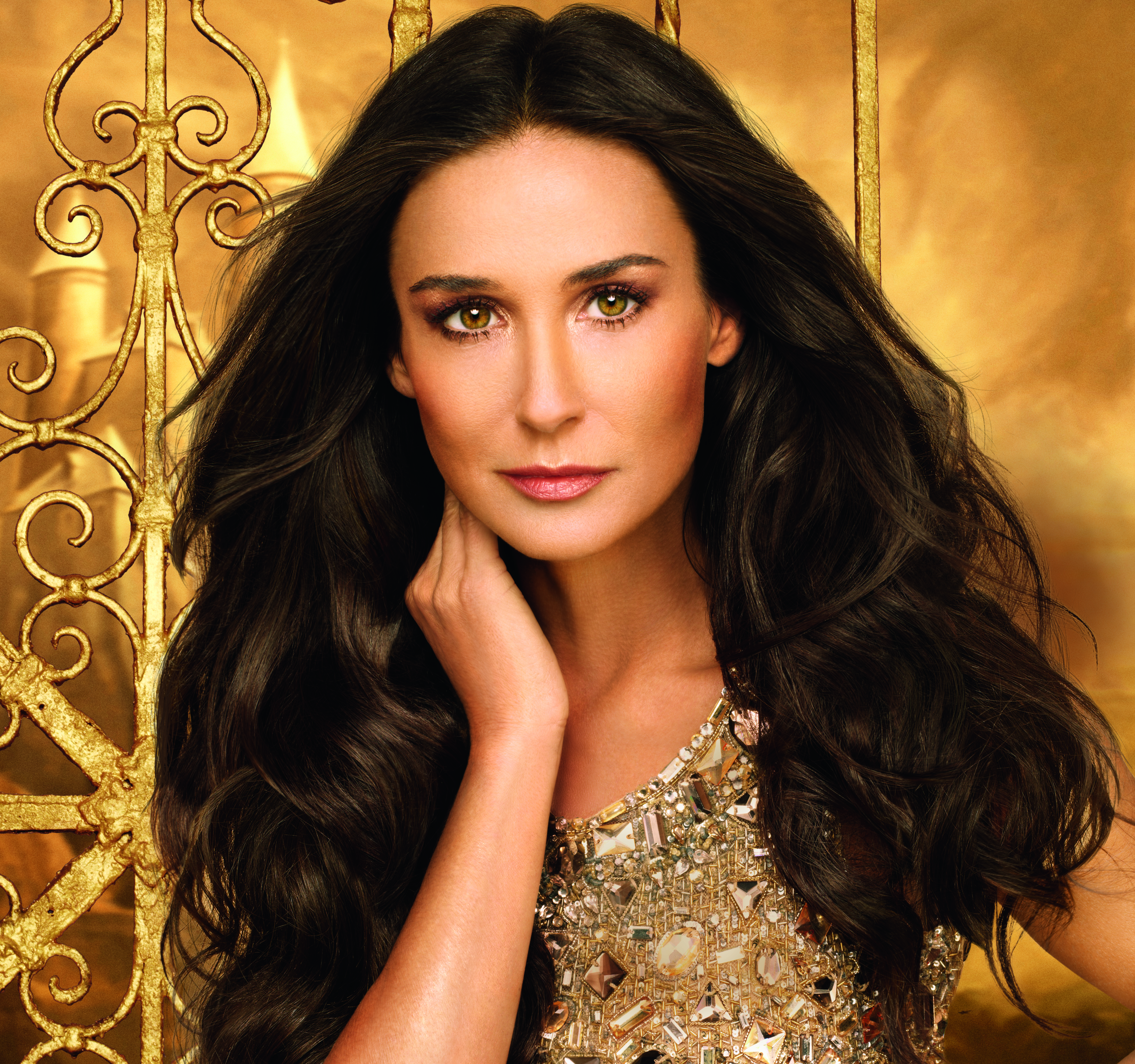
Moore como imagen de la marca de cosméticos Oriflame en 2012.

Luego de su aparición en Mr. Brooks, Moore protagonizó una serie de películas independientes. En 2010 interpretó un papel dramático en la película Happy Tears con Parker Posey y Rip Torn, y protagonizó la comedia The Joneses con David Duchovny. En Bunraku (2010) interpretó a una cortesana con un oscuro pasado.
Su siguiente película, Margin Call (2011), donde compartió elenco con Kevin Spacey, Simon Baker y Paul Bettany, fue bien recibida por la crítica. También en 2011, Moore recibió una nominación a los Premios del Sindicato de Directores por dirigir un segmento de la película de antología Five y protagonizó junto con Ellen Barkin, Ellen Burstyn y George Kennedy la comedia negra de Sam Levinson Another Happy Day, estrenada en el Festival de Cine de Sundance.
En 2012 interpretó a la madre de una joven rebelde en LOL, con Miley Cyrus. La película tuvo un lanzamiento limitado y no rindió como se esperaba en la taquilla. Un año después interpretó un papel similar en Very Good Girls con Dakota Fanning y Elizabeth Olsen.
En 2015 integró el reparto del wéstern Forsaken con Donald y Kiefer Sutherland y de la comedia Wild Oats con Shirley MacLaine y Jessica Lange. En su siguiente película, titulada Blind (2016), Demi compartió el protagonismo con Alec Baldwin. En febrero de 2017 se unió al reparto de la serie de televisión Empire en el papel recurrente de una enfermera con un oscuro pasado. La comedia Rough Night (2017), en la que actuó junto a Scarlett Johansson, Kate McKinnon, Jillian Bell, Zoë Kravitz y Ty Burrell, presentó a Moore en el papel de una ninfómana y se convirtió en la producción más publicitada de la actriz después de Mr. Brooks (2007).
Tras varios años en los que continuó trabajando en películas de bajo perfil como Corporate Animals (2019), Songbird (2020) y Please Baby Please (2022).

### Aclamo de la crítica (2024-actualidad)
La actriz regresó con fuerza en 2024 al ser una de las protagonistas de Feud: Capote vs. The Swans, miniserie de Ryan Murphy sobre la traición que Truman Capote efectuó a sus amigas, socialités de Nueva York, al escribir sobre sus secretos más íntimos en su nueva novela Plegarias atendidas. Junto a Moore, Naomi Watts, Diane Lane, Calista Flockhart, Jessica Lange y Tom Hollander formaban el impresionante elenco.
En mayo del mismo año asiste al Festival de Cannes para presentar la película de terror La sustancia, escrita y dirigida por la controvertida Coralie Fargeat, que se estrenó en otoño con gran éxito de crítica y taquilla, suponiendo su renacimiento mediático, acompañada junto con Margaret Qualley. Se estrenó en el Festival de Cine de Cannes de 2024 y la actuación de Moore fue elogiada por los críticos. Nicholas Barber de la BBC lo llamó "su mejor papel en la pantalla grande en décadas" y la elogió por ser "intrépida al parodiar su imagen pública". Phil de Semlyen de Time Out cree que Moore "lo une todo, convirtiéndose en una Isabelle Adjani en Posesión (película de 1981), en una actuación libre de vanidad, llena de ego herido, horror y vulnerabilidad". Su actuación le valió tres premios: a la Mejor Actriz (comedia o musical) de los Globos de Oro, el premio a Mejor Actriz en los Premios del Sindicato de Actores y el premio a Mejor Actriz del Premios de la Crítica Cinematográfica. Posteriormente, el 23 de enero de 2024, fue nominada finalmente en los Oscars 2025 somo Mejor Actriz por 'La Sustancia', siendo ésta la primera nominación al Oscar conseguida a lo largo de su dilatada trayectoria profesional.
Poco después se incorporó al universo de Taylor Sheridan como protagonista femenina de su nueva serie épica llamada Landman, sobre el auge y la caída de los poderosos tenedores de petróleo en Texas, junto a Jon Hamm y Billy Bob Thornton. La serie se estrenó en noviembre a través de Paramount+ con intención de continuar durante más temporadas. A finales de año fue confirmada en la nueva película del director Boots Riley, I Love Boosters, cuyo estreno está pendiente.

## Vida personal
Demi Moore apareció desnuda en una controvertida portada de la revista Vanity Fair en agosto de 1991 estando embarazada de siete meses de su hija Scout LaRue, lo que le proporcionó una enorme publicidad. La imagen fue muy parodiada. Desde entonces, las fotografías de embarazadas se hicieron populares. Moore volvió a aparecer en la portada de la misma revista en agosto de 1992 «vistiendo» un traje pintado sobre su cuerpo.
Por un tiempo durante los años 1990, Moore fue la actriz mejor pagada en Hollywood; fue la primera actriz en alcanzar los 82 millones de dólares por película. Moore disfrutó una racha de éxitos como Ghost, A Few Good Men y Indecent Proposal. Pero su carrera se vio afectada cuando películas como The Scarlet Letter, The Juror, Striptease y G.I. Jane (una película en la cual Moore se afeitó la cabeza) fracasaron en la taquilla y en su mayoría tuvieron malas críticas.
Según un artículo de la ahora desaparecida revista Buzz, era tan exigente cuando se trataba de gratificaciones y beneficios adicionales que su apodo entre los ejecutivos de Hollywood era «Gimme More» (en español ‘dame más’). Una muestra de esto la exhibió en el Festival Internacional de Cine de San Sebastián de 2007 al que acudió para presentar en Europa su última película donde además de sus continuos roces con la prensa pidió a la organización del evento una compensación económica por desfilar por la alfombra roja que unía el Hotel María Cristina con el Teatro Victoria Eugenia donde se exhibía su película.
La residencia principal de Moore se encuentra en la ciudad de Hailey (estado de Idaho), cerca de la localidad de Sun Valley, aunque pasó mucho tiempo en el área de Los Ángeles. También posee una mansión frente al mar en Sebago Lake (estado de Maine). Es seguidora de la práctica de la cábala, e inició a su esposo Ashton Kutcher en esa fe.

### Matrimonios e hijos

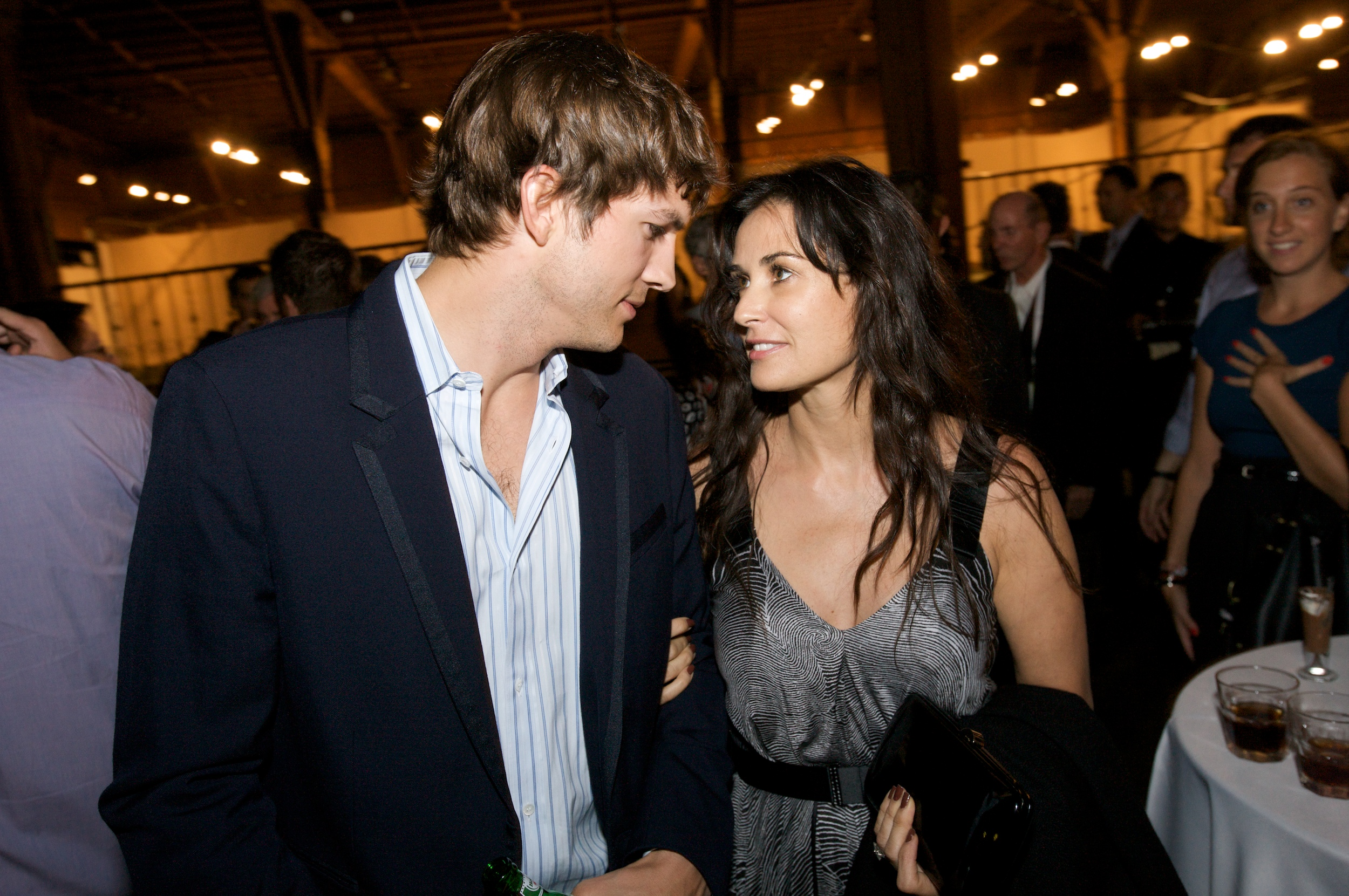
Demi Moore y Ashton Kutcher, en 2008.

En 1980, a los 18 años, se casó con el cantante Freddy Moore, adoptando su apellido. El matrimonio terminó en 1984.
El 21 de noviembre de 1987, Moore (25) se casó con su segundo esposo, el actor Bruce Willis (32). Tuvieron tres hijas: Rumer Willis (nacida el 16 de agosto de 1988), Scout LaRue Willis (nacida el 20 de julio de 1991) y Tallulah Belle Willis (nacida el 3 de febrero de 1994). Moore y Willis se divorciaron en el 2000.
El 24 de septiembre de 2005 ―después de dos años de relación―, Moore (42) se casó con el actor Ashton Kutcher (26). El 17 de noviembre de 2011, Moore anunció su divorcio de Kutcher. El anuncio siguió a semanas de especulación por los medios sobre el estado de la pareja debido a supuestos engaños por parte de él.
El 23 de enero de 2012 fue ingresada en un hospital de Los Ángeles por la ingesta abusiva de drogas y alcohol (adicción que le llevó a sufrir un aborto), según el audio de la llamada de emergencia al 911 realizada por una amiga de la actriz, quien manifestó que «Demi fumó algo..., no es marihuana..., es como incienso...».

## Filmografía
Moore debutó en el cine con la película, Decisión (1981), desde entonces ha tenido una extensa carrera cinematográfica. Según el sitio web de agregación de reseñas Rotten Tomatoes, que asigna puntajes de películas según las críticas y la recepción del público, algunas de las películas de Moore con mayor puntaje incluyen: La sustancia (2024), If These Walls Could Talk (1996), Margin Call (2011), Bobby (2006) o The Unbearable Weight of Massive Talent (2022). Sus películas más exitosas financieramente incluyen: Ghost (1990), Algunos hombres buenos (1992), Una proposición indecente (1993), o Acoso  (1994), El jorobado de Notre Dame (1996) o Los ángeles de Charlie: Al límite (2003). En televisión, destacan sus papeles en General Hospital (1982–1983), Empire (2017–2018) o Feud: Capote vs. The Swans (2024).

## Premios y nominaciones

### Premios principales
Premios Oscar
| Año  | Categoría    | Película     | Resultado |
| ---- | ------------ | ------------ | --------- |
| 2024 | Mejor actriz | La sustancia | Nominada  |

Premios BAFTA
| Año  | Categoría    | Película     | Resultado |
| ---- | ------------ | ------------ | --------- |
| 2024 | Mejor actriz | La sustancia | Nominada  |

Premios Globos de Oro
| Año  | Categoría                             | Película                  | Resultado |
| ---- | ------------------------------------- | ------------------------- | --------- |
| 1990 | Mejor actriz - Comedia o musical      | Ghost                     | Nominada  |
| 1996 | Mejor actriz de miniserie o telefilme | If These Walls Could Talk | Nominada  |
| 2024 | Mejor actriz - Comedia o musical      | La sustancia              | Ganadora  |

Premios Primetime Emmy
| Año  | Categoría                         | Película                  | Resultado |
| ---- | --------------------------------- | ------------------------- | --------- |
| 1997 | Mejor telefilme (como productora) | If These Walls Could Talk | Nominada  |

Premios del Sindicato de Actores
| Año  | Categoría     | Película     | Resultado |
| ---- | ------------- | ------------ | --------- |
| 2007 | Mejor reparto | Bobby        | Nominada  |
| 2024 | Mejor actriz  | La sustancia | Ganadora  |

Premios de la Crítica Cinematográfica
| Año  | Categoría     | Película     | Resultado |
| ---- | ------------- | ------------ | --------- |
| 2007 | Mejor reparto | Bobby        | Nominada  |
| 2024 | Mejor actriz  | La sustancia | Ganadora  |

Premios del Sindicato de Directores
| Año  | Categoría                                                   | Película | Resultado |
| ---- | ----------------------------------------------------------- | -------- | --------- |
| 2012 | Mejor dirección en una miniserie o película para televisión | Five     | Nominada  |

Premios Gotham
| Año  | Categoría                      | Película     | Resultado |
| ---- | ------------------------------ | ------------ | --------- |
| 2011 | Mejor elenco                   | Margin Call  | Nominada  |
| 2024 | Mejor interpretación principal | La sustancia | Nominada  |

Premios Independent Spirit
| Año  | Categoría                      | Película     | Resultado |
| ---- | ------------------------------ | ------------ | --------- |
| 2012 | Premio Robert Altman           | Margin Call  | Ganadora  |
| 2024 | Mejor interpretación principal | La sustancia | Nominada  |

Premios Sant Jordi
| Año  | Categoría                           | Película     | Resultado |
| ---- | ----------------------------------- | ------------ | --------- |
| 2024 | Mejor actriz en película extranjera | La sustancia | Ganadora  |

### Antipremios
Premios Golden Raspberry
| Año  | Categoría              | Película                                  | Resultado |
| ---- | ---------------------- | ----------------------------------------- | --------- |
| 1996 | Peor actriz            | The Juror y Striptease                    | Ganadora  |
| 1996 | Peor pareja fílmica    | Demi Moore y Burt Reynolds por Striptease | Ganadora  |
| 1997 | Peor actriz            | La teniente O'Neill                       | Ganadora  |
| 2003 | Peor actriz de reparto | Los ángeles de Charlie: Al límite         | Ganadora  |